# Herz-Jesu-Kirche (Diez)

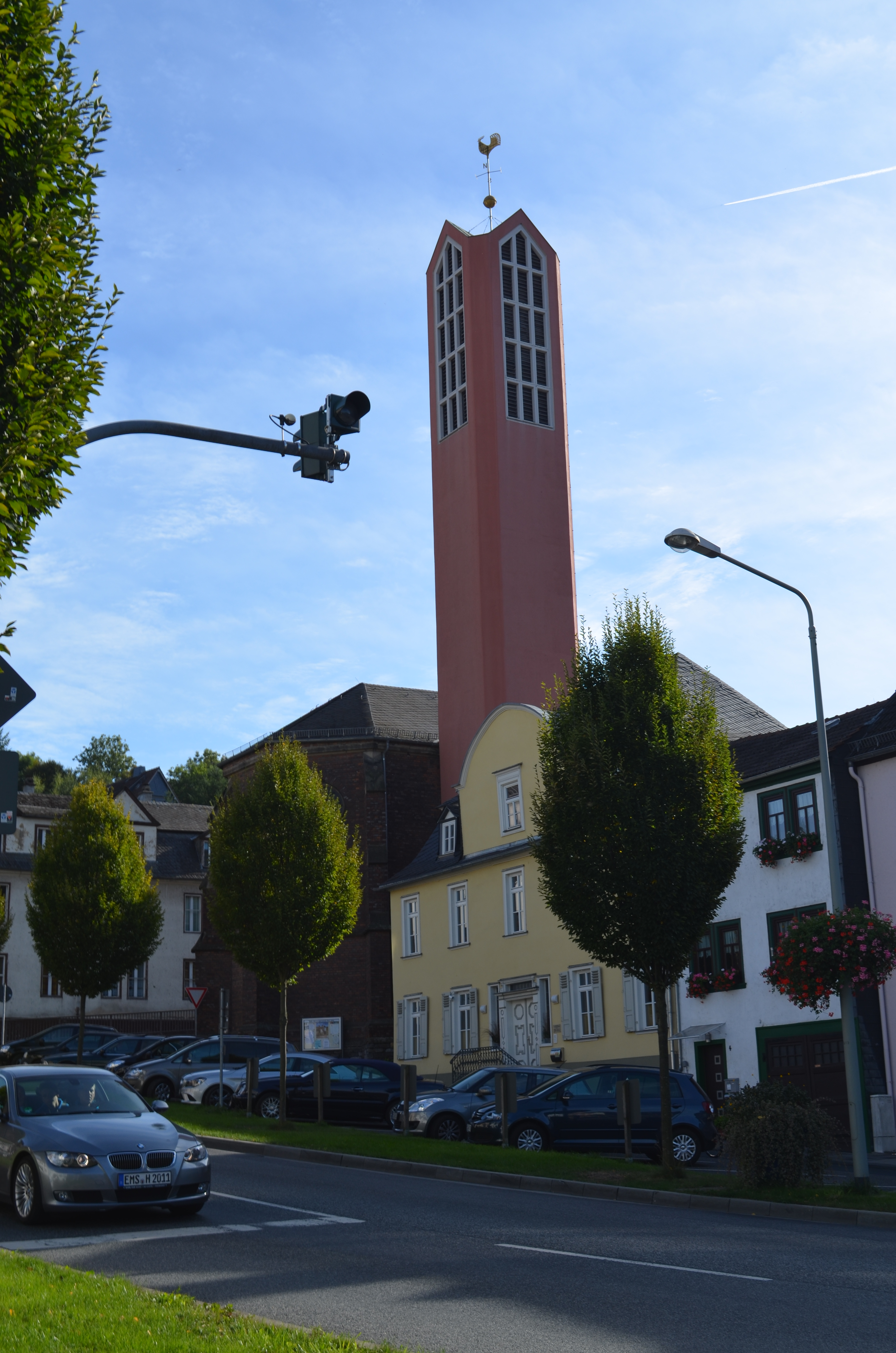
Turm der Herz-Jesu-Kirche

Die Herz-Jesu-Kirche in Diez (Rheinland-Pfalz) ist eine katholische Pfarrkirche.
Das ursprünglich 1706/1707 als lutherische Kirche erbaute Gebäude wurde 1832 dem heiligen Bonifatius geweiht und 1836 zur Pfarrkirche der neu gegründeten Herz-Jesu-Gemeinde, die mittlerweile zur Gemeinde St. Christopherus Diezer Land umbenannt wurde.

## Geschichte
1706/1707 erbauten die Lutheraner am Guckenberg ihre Kirche, für die Fürstin Amalie von Diez den Bauplatz, Holz und Steine zur Verfügung stellte. Es war eine rechteckige Kirche aus Bruchstein mit dreistöckigem Turm. Davon sind heute die Seitenmauern des Kirchenschiffes erhalten.
Ab 1800 war es katholischen Christen wieder möglich, sich im evangelischen Diez niederzulassen. Mit der Idsteiner Konvention vereinigten sich die reformierte und lutherische Kirche zur Nassauischen Landeskirche. Die Gottesdienste der neuen evangelischen Gemeinde wurden in der Diezer Stiftskirche gehalten. Die leerstehende Lutherische Kirche wurde vom Militär als Magazin genutzt.
Der erste Limburger Bischof Jakob Brand unterstützte ab 1829 die Bestrebungen der Diezer Katholiken, die alte lutherische Kirche anzumieten. Am 11. März 1832 wurde nach einfachen Renovierungen die Kirche dem heiligen Bonifatius geweiht.
Am 11. April 1836 kaufte Bischof Johann Wilhelm Bausch die Kirche für 2000 Gulden für die Diezer Gemeinde, die er am 26. September des gleichen Jahres gründete. Im Jahr 1844 wurde die Kirche für 10 Monate geschlossen, da das Dach teilweise eingestürzt war und der Turm sich neigte. Das Dach wurde repariert und der Turm abgetragen.
Aufgrund der wachsenden Zahl der Gemeindemitglieder wurden im Osten ein Chorraum und im Westen ein Dachreiterturm als Backsteinbauten im neugotischen Stil angebaut. Mit der Einweihung der erweiterten Kirche am 17. Juni 1887 durch Bischof Karl Klein wurde der Name der Kirche in Herz-Jesu-Kirche geändert.
In den Jahren 1949 bis 1955 erfolgten grundlegende Renovierungen in und um die Kirche. So wurde ein neuer Tischaltar aus altem roten Diezer Marmor an der Wand des Chores aufgestellt.
1960 baute man einen 32 Meter hohen Turm aus Stahlbeton zwischen Chorraum und Pfarrhaus, der auch der Sakristei Platz bietet.
Im Jahr 2021 wurde die Gemeinde der Kirche in "St. Christopherus Diezer Land" umbenannt. 